# Жиљево
Жиљево је насељено мјесто у општини Невесиње, Република Српска, БиХ. Према попису становништва из 1991. у насељу је живјело 355 становника.

## Становништво
На Попису 1991. године у Жиљеву су живјеле породице: Алибашић, Гризовић, Пехиљ и Трновац.
| Демографија | Демографија | Демографија |
| Година      | Становника  | Становника  |
| ----------- | ----------- | ----------- |
| 1961.       | 327         |             |
| 1971.       | 330         |             |
| 1981.       | 327         |             |
| 1991.       | 355         |             |